# William Cornwallis Cartwright
William Cornwallis Cartwright (24 novembre 1825 - 8 novembre 1915) est un collectionneur d'art, auteur et homme politique du Parti libéral qui siège à la Chambre des communes de 1868 à 1885.

## Biographie
Cartwright est le fils aîné de Sir Thomas Cartwright, ministre à Francfort et de son épouse Marie Elizabeth Augusta Von Sandizell, fille du comte De Von Sandizell de Bavière. Il vit en Europe pendant de nombreuses années. Il est très accompli dans l'art et la littérature antiques et médiévaux et est l'auteur de plusieurs ouvrages. Cartwright est juge de paix et sous-lieutenant pour le Northamptonshire et juge de paix pour l'Oxfordshire .
Aux élections générales de 1868, Cartwright est élu député de l'Oxfordshire  et occupe le siège jusqu'en 1885 , date à laquelle il est divisé en vertu de la loi de 1885 sur la redistribution des sièges. Il se présente sans succès en tant qu'unioniste libéral pour le Mid Northamptonshire en 1886.
Cartwright vit à Aynhoe Park où il possède une abondante bibliothèque et une collection d'art . Il est décédé à l'âge de 89 ans.
Cartwright épouse Clémentine Gaul d'Allemagne . Leur fils Sir Fairfax Leighton Cartwright est diplomate et sa cousine Julia Cartwright Ady et sa fille Cecilia Mary Ady sont des historiennes qui partagent son intérêt pour l'Italie .

## Ouvrages
- Conclaves pontificaux
- Jésuites : leur constitution et leur enseignement
- Gustave Bergenroth Un croquis commémoratif 1870